# 黃朏
黃胐（1502年—？），字文輝，號前川，江西南昌府豐城縣人，軍籍，明朝政治人物。

## 生平
嘉靖十三年（1534年）甲午科江西鄉試第六名舉人，嘉靖二十六年（1547年），登丁未科會試第二百四十七名，三甲第一百四十九名進士。曾官直隸丹陽縣知縣。历官大理寺评事、寺副、福建佥事、布政司参议。

## 家族
曾祖黃季揚；祖父黃順模；父黃綿，訓導。母聶氏；繼母高氏。慈侍下。弟黄肱。